# Agent de communication
Pour les articles homonymes, voir Agent.
Un agent de communication est une personne physique qui occupe un emploi spécialisé dans la communication.
En tant que personne morale, ce peut être aussi un agent économique spécialisé dans la communication.
Dans le modèle de communication de Roman Jakobson, un agent de communication est associé à une fonction.